# Куп три нације 1999.
Куп три нације 1999. (службени назив: 1999 Tri Nations Series) је било 4. издање овог најквалитетнијег репрезентативног рагби такмичења Јужне хемисфере.
Такмичење је освојио Нови Зеланд.

## Учесници
Напомена:
|   | Селекција                          | Стадион                              | Селектор   | Капитен       |
| - | ---------------------------------- | ------------------------------------ | ---------- | ------------- |
| 1 | Рагби репрезентација ЈАР           | Кока-кола парк, Јоханезбург (62 567) | Ник Мелет  | Андре Нил Вос |
| 2 | Рагби репрезентација Новог Зеланда | Еден Парк, Окланд (50 000)           | Џон Харт   | Тод Блекедер  |
| 3 | Рагби репрезентација Аустралије    | Стадион Аустралија, Сиднеј (84 000)  | Род Меквин | Џејсон Литл   |

## Такмичење
Нови Зеланд - Јужна Африка 28-0
Аустралија - Јужна Африка 32-6
Нови Зеланд - Аустралија 34-15
Јужна Африка - Нови Зеланд 18-34
Јужна Африка - Аустралија 10-9
Аустралија - Нови Зеланд 28-7

## Табела
|   | Селекција   | ИГ | Д | Н | И | ПД  | ПП  | ПР  | БП | Б  |  |
| - | ----------- | -- | - | - | - | --- | --- | --- | -- | -- |  |
| 1 | Ол блекси   | 4  | 3 | 0 | 1 | 103 | 61  | +42 | 0  | 12 |  |
| 2 | Валабиси    | 4  | 2 | 0 | 2 | 84  | 57  | +27 | 2  | 10 |  |
| 3 | Спрингбокси | 4  | 1 | 0 | 3 | 34  | 103 | -69 | 0  | 4  |  |

| Победник Купа три нације 1999. |
| ------------------------------ |
| Нови Зеланд 3. титула          |

## Индивидуална статистика
Највише поена
Ендру Мертенс 66 поена
Највише есеја
Кристијан Кален 3 есеја